# 米本来輝
米本 来輝（よねもと らいき、1995年11月16日 - ）は、日本の俳優である。東京都出身。
ヒラタオフィス所属。
以前は、スマイルモンキー、BESIDEに所属していた。

## 出演

### テレビドラマ
- 野ブタ。をプロデュース（2005年、日本テレビ）
- おいしいじゃん、横浜の水道水（2006年、テレビ神奈川）剛 役
- Xenos 見知らす人 第3話（2007年、テレビ東京）森下良一（幼少） 役
- 受験の神様（2007年、日本テレビ）梅沢英太 役
- 1ポンドの福音（2008年、日本テレビ）秋山 役
- 和田アキ子物語（2008年、フジテレビ）和田アキオ 役
- 藤子・F・不二雄のパラレル・スペース ボクラ共和国（2008年、WOWOW）飯田 役
- スクラップ・ティーチャー〜教師再生〜 第7話（2008年、日本テレビ）
- わたしが子どもだったころ 劇団ひとり編（2009年2月18日、BShi）狩野圭一 役
- ゴッドハンド輝 第3話（2009年4月25日、TBS） - 四宮蓮（幼少期） 役
- 侍戦隊シンケンジャー（2009年10月、テレビ朝日）中学生 役
- 絶対零度〜未解決事件特命捜査〜 Case.4（2010年5月4日、フジテレビ）風間進（少年時代）役
- 鈴木先生（2011年、テレビ東京）森大雅 役
- 白虎隊〜敗れざる者たち（2013年1月2日、テレビ東京）林八十治 役
- 最悪の卒業式（2013年3月23日、日本テレビ）
- プレミアムドラマ 人生、成り行き 天才落語家・立川談志 ここにあり（2013年8月11日・8月18日、NHK BSプレミアム）
- AKBラブナイト 恋工場 第7話「心中」（2016年5月11日、テレビ朝日）
- 人狼ゲーム ロストエデン（2018年1月17日 - 3月21日、共同制作局） - 宇田川素直 役
- 恋は闇（2025年4月16日 - 6月18日、日本テレビ） - 飯田孝志 役[2]

### CM
- 稲葉製作所 デザイナーズ物置シンプリー（2005年）
- バンプレスト クレヨンしんちゃん-伝説を呼ぶオマケの都ショックガ〜ン!-（2005年）
- ヨドバシカメラ（2006年）
- タカラトミー ニンテンドーDSゲームソフトNARUTO -ナルト- 忍列伝（2006年）
- ハウス食品 バーモントカレー（2007年）
- Panasonic 新ヒューマンビエラ ココロつなぐ物語-12月のホタル篇-（2007年12月）ノブ 役

### 映画
- 幻影回路（2003年8月、山口洋輝監督）村田宗二郎 役
- ドッグナップアワー（2004年3月、山端亮平監督）平瀬優一郎 役
- 天使の羽・僕の勇気（2004年5月）勇樹 役
- コーグル（2005年、桜井剛監督）
- カナカナ（2005年、桜井剛監督）太 役
- 子ぎつねヘレン（2006年）ゆうすけ 役
- キサラギ（2007年）安男（幼少） 役 ※スチルのみ
- サウスバウンド（2007年）
- TO THE FUTURE（2008年、井筒和幸監督）リュウ 役 ※朝日放送新社屋完成記念ショートフィルム
- 百万円と苦虫女（2008年）翔 役
- 悪の教典（2012年11月10日公開）中村尚志 役
- 鈴木先生（2013年1月12日公開）森大雅 役
- ミセス・ノイズィ（2020年12月4日公開）多田直哉 役

### プロモーションビデオ
- locofrank（2004年6月）少年時代 役

### その他
- ニューシネマワークショップ 一銭店屋の帰り道（2003年8月） - シンタ 役
- ユネスコ ずっと地球と生きる（2005年）学校プロジェクト
- NTTドコモ キッズケータイ（2006年）
- 栄光ゼミナール（2007年）
- スマ☆クリスマス〜イヴx3 〜一年間…レッスン!お仕事!ガンバッたみんなの忘年会!〜（2007年12月22日）